# Almindelig gyldenris
Almindelig gyldenris (Solidago virgaurea) er en 25-80 cm høj urt med løse stande af gule blomster. Den er knyttet til tørre, letskyggede og steppeagtige voksesteder. Planten indeholder stoffer, der gør den stærkt vanddrivende.

## Beskrivelse
Almindelig gyldenris er en flerårig urt med en stiv, opret vækst. Stænglerne er stive, næsten træagtige, runde i tværsnit og mere eller mindre behårede. Bladene sidder spredt, og de er lancetformede med fint savtakket rand. Over- og undersiderne er omtrent ensfarvede og lyst grågrønne.
Blomstringen sker i juli-oktober. Blomsterne sidder samlet i en løs stand, der udgår fra enden af skuddet og de nærmeste bladhjørner. De enkelte blomster er gule kurveblomster (ca. 13 mm i diameter) med få, smalle randkroner og en lille opret tot af skivekroner. Frugterne er nødder med en hårformet fnok.
Rodnettet består af den kraftige, næsten vandrette jordstængel, der bærer trævlede rødder og hele den overjordiske del.
Højde x bredde og årlig tilvækst: 0,75 x 0,25 m (75 x 25 cm/år), heri ikke medregenet skud fra jordstænglens udløbere.

## Voksested
Arten er udbredt i Asien, Kaukasus, Lilleasien, Nordafrika og det meste af Europa, herunder Danmark. Den foretrækker lysåbne eller letskyggede voksesteder, og er tilsyneladende knyttet til tørre, steppeagtige vilkår, men klarer sig de fleste steder.
I Danmark er den temmelig almindelig på skrænter, i egekrat og skovkanter. Den er dog sjælden på de sydlige øer.
I det franske bjergmassiv, cevennerne, findes den sammen med bl.a. blærebælg, buksbom, cikorie, ene, fennikel, merian, Clinopodium menthifolium (en Bjergmynte-art), dueskabiose, foderesparsette, havetimian, hvid stenkløver, mannaask, rundbladet bærmispel, rød kornel, slåen, smalbladet soløjetræ, ægte isop og ægte lavendel.

## Note
1. ↑  www.bio.tu-darmstadt.de: Veronika Minks: Geographie und Vegetation der Cevennen (tysk)